# Zvonik sv. Marka, Benetke
Zvonik sv. Marka (italijansko Campanile di San Marco) stoji v Benetkah, Italija in je zvonik Bazilike svetega Marka. Njegova višina je 98,6 metra in je najvišja stavba v Benetkah.
Stolp je simbol mesta. Omenjen je bil kot beneški El Paron de casa (Gospodar hiše). 
Številni stolpi v Benetkah in v Dalmaciji, iz časov beneškega gospostva, so zgrajeni po njegovi podobi, mnogi pa tudi po svetu.

## Zgodovina
Začetek gradnje stolpa sega v 888-911, v času doža Pietra Tribuna. Delo je bilo večkrat prekinjeno. Stolp je bil zaključen v času doža Tribuna Memma (979-991), s konico iz žgane gline, ki je bila končana leta 1152, v času doža Domenica Morosinija, predvsem v izvedbi bratov Pietra in Giovannija Basilia. Zgornje nadstropje z danes vidnimi arkadami, kjer so zvonovi, je bilo dodano leta 1178 in spet preoblikovano leta 1329. Zvonik je bil zaključen leta 1510-1517 z angelom iz lesa, ki je bil prekrit s pozlačeno bakreno ploščo. Kip predstavlja nadangela Gabriela.
Iz leta 1548 je dokumentiran Karnevalski torek, akrobatski nastop na vrvi, ki je segala iz stolpa do tal. Ta tako imenovan de volo angelo (Leteči angel), prvotno volo de Turco (leteči Turek, ki je opravil ta podvig), ki sta ga na slikah upodobila tudi Canaletto in Francesco Guardi.
Ponavljajoči potresi in udari strel so poškodovali stolp, ki je bil potreben obnove. Dne 14. julija 1902 se je stolp zrušil, ko so se že nekaj dni delale velike razpoke v zidu, kar je bilo posledica dejstva, da so na kovinska sidra v notranjosti stolpa hoteli namestiti dvigalo. Zaradi lege zvonika, je bila nastala škoda relativno majhna. Razen lože, je bil poškodovan še vogal zgradbe Bibliotece Marciane. Velik marmorni steber je zaščitil zgradbo same Bazilike svetega Marka. Nesreča je povzročila veliko razočaranje in žalost po svetu. Mestni svet v Benetkah je na večer porušitve stolpa že soglasno sklenil, da bodo Campanile ponovno zgradili in kako in kje (com'era e dov'era). Čeprav je dunajski arhitekt Otto Wagner 17. julij 1902 dejal v intervjuju za časopis Il Piccolo (Trst), da bi bilo izkrivljanje zgodovinske arhitekture, je bil Campanile zgrajen v starem slogu, a doživel pretežno negativne reakcije.
Gradnja se je začela 25. aprila 1903. 25. aprila 1912, na dan sv. Marka, je bil obnovljen stolp odprt. Temelji stolpa so se izkazali po približno 990 letih še vedno kot zelo dobri, a so jih vseeno okrepili. To pa je pripeljalo do novih problemov, ki so grozili, da postanejo akutni skoraj 100 let kasneje. V letu 2008 se je začela dodatna zaščita za zagotavljanje stabilnosti.  
Vstop v zvonik je preko majhne loggette, ki jo je med letoma 1537 in 1549 zgradil Jacopo Sansovino, ki pa je bila ob porušitvi zvonika uničena. Skupaj z zvonikom je bila zgrajena na novo. Dvigalo pripelje obiskovalce do galerije ob zvonovih.

## Galerija
- Zahodno lice Campanile iz trga (v času karnevala feb.1998)
- Prerez in tloris-plan (1831) pred porušitvijo –rekonstrukcija je skoraj identična
- Vrh stolpa
- Detajl
- Detajl
- Zvonik

## Zvonovi
Pet bronastih zvonov na najvišjem stolpu v mestu je mogoče slišati daleč naokoli, zato niso bili sprva le klic k bogoslužju, ampak so imeli v času republike tudi posebno funkcijo: 
- Malefico ali Renghiera je napovedal usmrtitev,
- Nona čas za kosilo,
- Mezza Terza ali dei Pregradi je pozival senatorje v Doževo palačo in
- Trottiera je napovedal skorajšnji začetek seje Velikega sveta.
- Ob porušitvi stolpa se je ostal nepoškodovan le največji zvon, Marangona, ki so ga ponovno ulili leta 1819. Marangona je pozvonil na začetku in na koncu vsakega delovnega dne za marangone (mizarje) v beneškem Arsenalu in ob 1. razpisu seje Velikega sveta.

Drugi zvonovi so bili preoblikovana iz starega materiala v letu 1909 v Milanu: stroške je prevzel papež Pij X.. Uglasitev ustreza A-dur lestvici. Tudi danes vseh pet zvonov redno zvoni, vendar z električnim pogonom.
Campanile je tako svetilnik in mejnik v Benetkah. Cesar Friderik III. je jahal po spiralnem stopnišču na konju v zvonik leta 1452, tako kot tusi Napoleon in Lord Byron. Iz zvonika je čudovit razgled na mesto in laguno kot tudi zanimivost: od tu se vidijo Benetke brez kanalov.

### Vpliv na druge zvonike po svetu
Beneški zvonik je postal inspiracija za mnoge zgradbe po svetu: 
- Zvonik cerkve sv. Jurija, Piran, Slovenija
- Stolp z uro - King Street Station, Seattle, ZDA
- Mestna hiša v Brisbaneu, Avstralija
- Mestna hiša v Kielu, Nemčija
- Stolp MetLife New York, ZDA; Zgrajen leta 1908 in leta 1909, delo arhitektov Pierra Napoleona LeBruna. Z višino 213 metrov in 50 nadstropji je bil do leta 1913 najvišja stavba na svetu.
- Stolp Daniels & Fisher, Denver, ZDA
- zvonik v Port Elizabethu, Južna Afrika
- Satherjev stolp, imenovan Campanille, v kampusu Univerze Kalifornije, Berkeley, ZDA

Replike beneškega zvonika stojijo tudi v zabaviščih v Las Vegasu in Macau.
- Rathaus (Mestna hiša) Kiel, Nemčija
- Zvonik cerkve sv. Jurija, Piran, Slovenija
- Stolp v Barceloni (Španija)
- Metropolitan Life Tower v New Yorku
- Stolp Sather v Berkeleyu (Kalifornija)
- Resort v Las Vegasu (Nevada)